# Ugo Bergamo

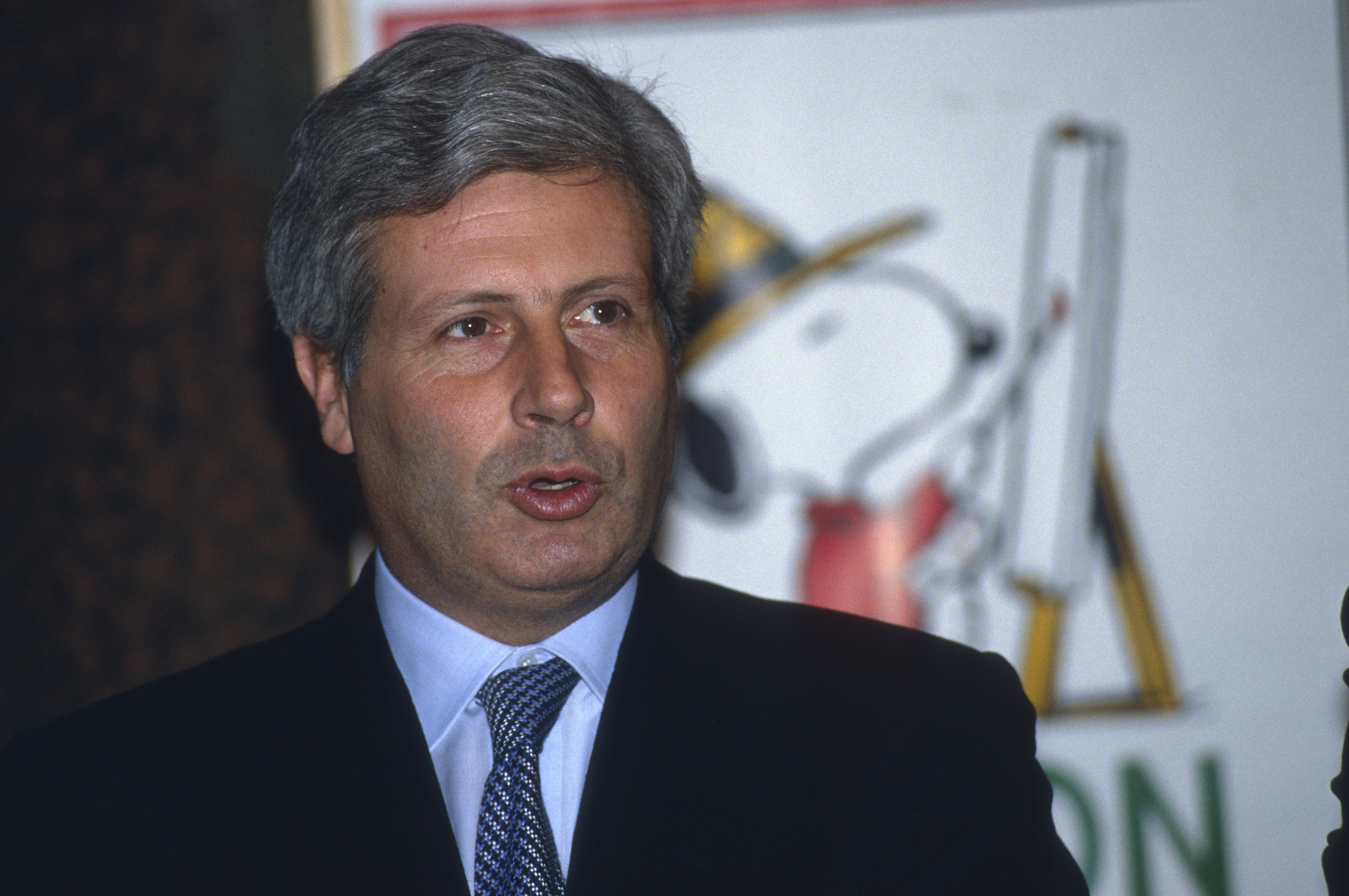
Bergamo im Jahr 1993

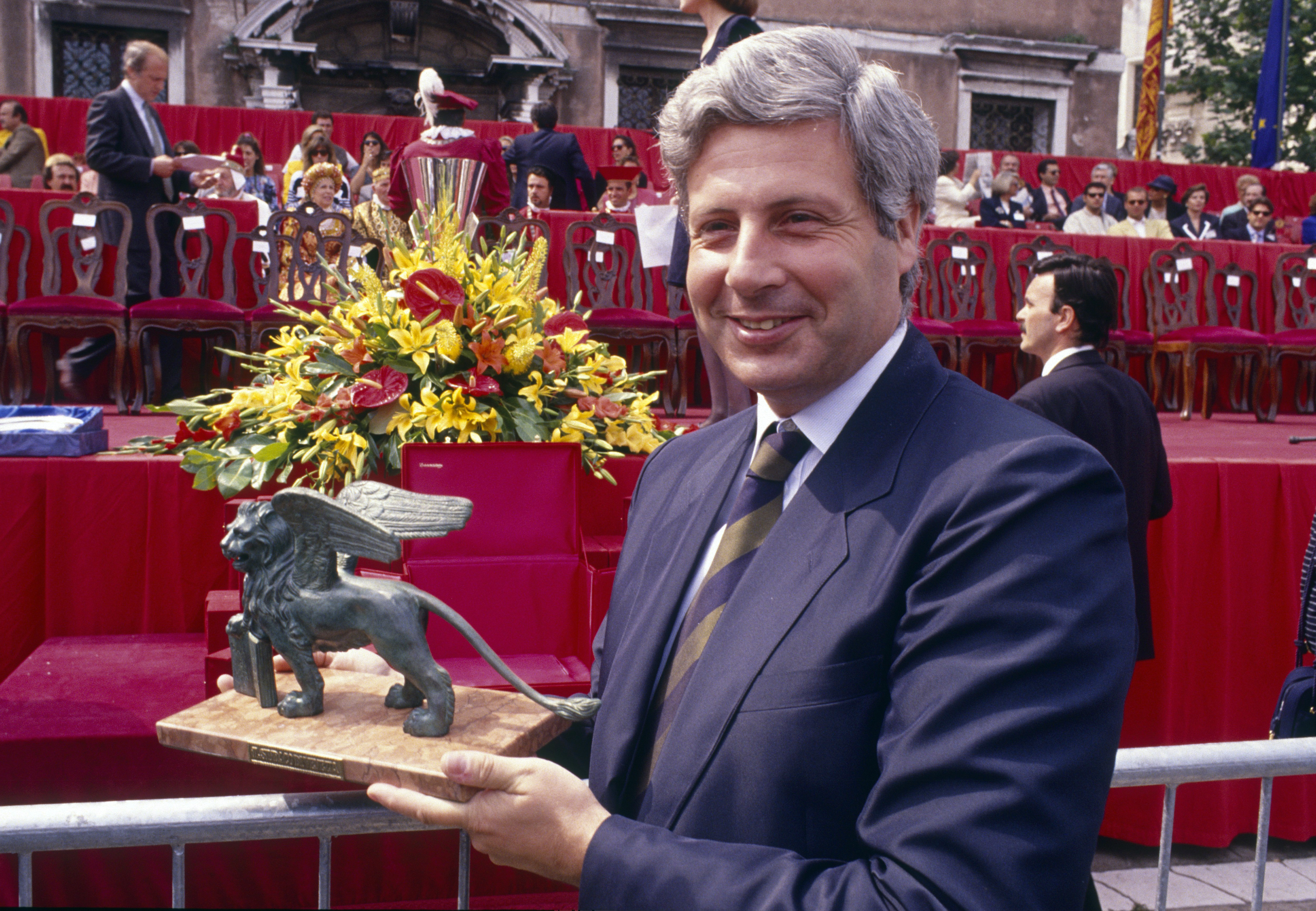
Ugo Bergamo auf der Biennale

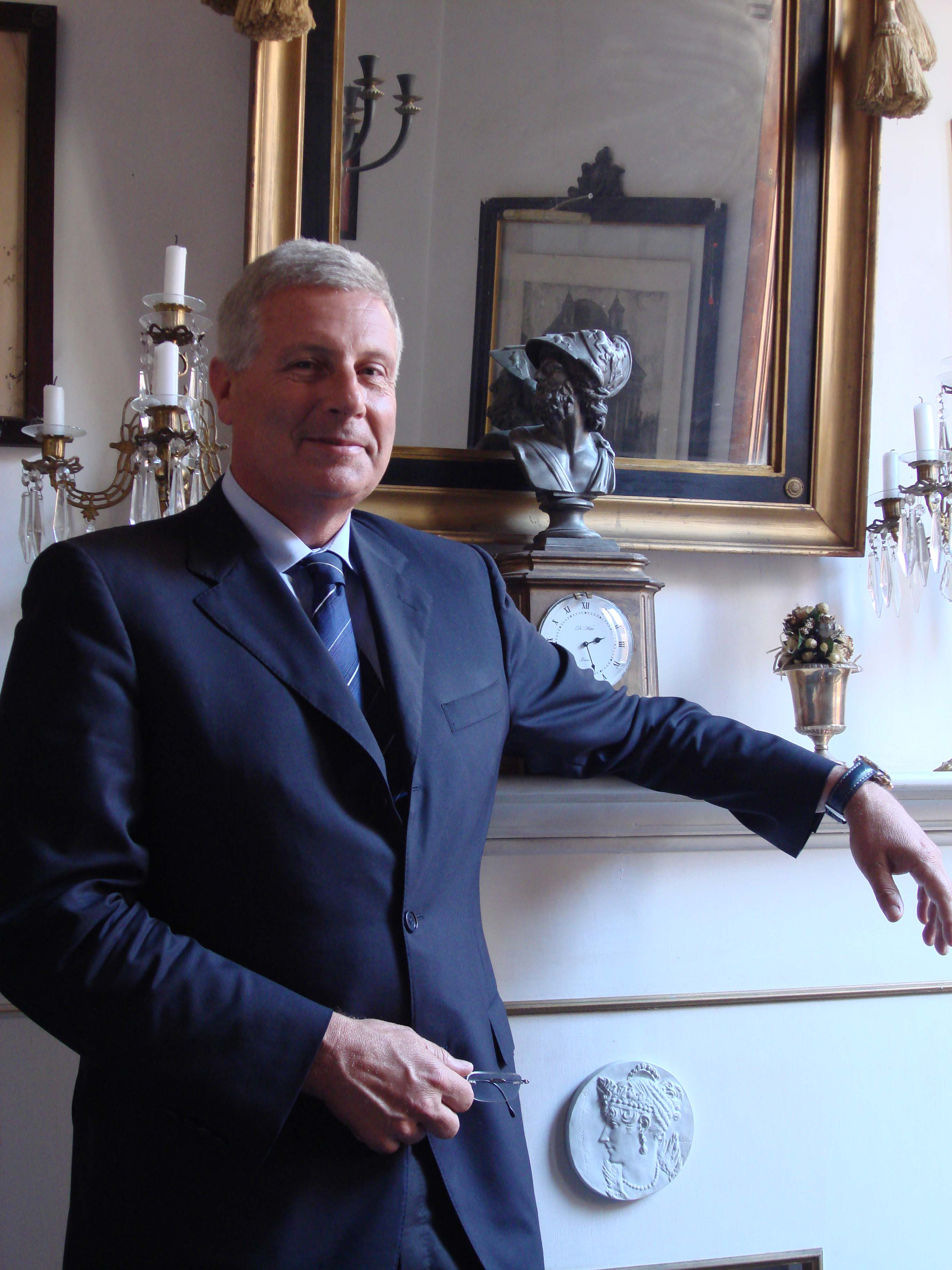
… und als Senator

Ugo Bergamo (* 15. August 1951 in Venedig) war von 1990 bis 1993 christdemokratischer Bürgermeister Venedigs, 2001 bis 2006 saß er im römischen Senat. 

## Leben
Nach seiner Schulzeit am Liceo „Pietro Orseolo II“" nahm er sein Studium an der juristischen Fakultät der Universität Padua auf. Nach dem erfolgreich abgeschlossenen Studium begann seine politische Laufbahn in der DC mit der Wahl in den Stadtrat im Jahr 1975. 1980 wurde er Sprecher der Fraktion im Rat der Kommune. 1985 bis 1987 war er Vicesindaco, also Vizebürgermeister, dann von 1988 bis 1990 Provinzsekretär seiner Partei.
Am 25. Juli 1990 wurde er schließlich zum Bürgermeister Venedigs gewählt. In diesem Amt blieb er drei Jahre, um dann Regionalrat (consigliere regionale) der Region Venetien zu werden. Daneben übernahm er weitere Ämter, so etwa das des Präsidenten der Ente Autonomo Teatro “La Fenice” (1990–1993), dann eines Vizepräsidenten der Biennale (1990–1993), eines Vizepräsidenten der Stazione Aeroportuale Venezia (1990–1995), schließlich war er gleichfalls als Vizepräsident für die Autobahn Venedig–Padua (1990–1996) zuständig. Von 1991 bis 1996 war er Präsident des Nationalen Olympischen Komitees für Venetien.
Am 30. Mai 2001 wurde er in den römischen Senat gewählt, diesmal mit der Partei Centro Cristiano Democratico, eine der Koalitionen, die nach der Auflösung der Democrazia Cristiana entstanden waren. Bis 2006 war er für Umweltschutz zuständig.
Bergamo beteiligte sich an der Gründung der Unione dei Democratici Cristiani e di Centro, die am 6. Dezember 2002 aus der Fusion des CCD, der Cristiani Democratici Uniti (CDU) und der Democrazia Europea hervorgegangen war. Ihre führenden Köpfe waren Pier Ferdinando Casini und Rocco Buttiglione.
Im Jahr 2010 wurde er zum assessore alla mobilità e trasporti ernannt, womit er für den öffentlichen Nahverkehr in Venedig zuständig war.